# Мохамед Катір
Мохамед Катір ель Аузі (ісп. Mohammed Katir El Haouzi; нар. 17 лютого 1998) — іспанський легкоатлет марокканського походження, який спеціалізується у бігу на середні та довгі дистанції.

## Спортивні досягнення
Фіналіст (8-е місце) Олімпійських ігор у бігу на 5000 метрів (2021).
Бронзовий призер чемпіонату світу у бігу на 1500 метрів (2022).
Срібний призер чемпіонату Європи у бігу на 5000 метрів (2022).
Фіналіст (4-е місце у бігу на 3000 метрів) чемпіонату Європи в приміщенні (2021).

### Рекорди
Рекордсмен Європи з бігу на 5000 метрів — 12.45,01 (2023).
Ексрекордсмен Європи з бігу на 3000 метрів — 7.24,68i (2023).
Рекордсмен Європи з бігу на 3000 метрів у приміщенні — 7.24,68 (2023).

## Дискваліфікація
В лютому 2024 року стало відомо, що Катір тричі не повідомив своє місцезнаходження 28 лютого, 3 квітня та 10 жовтня 2023 року та не здав антидопігнові тести. За що отримав дискваліфікацію терміном на 2 роки до 6 лютого 2026. Всі результати спортсмена після 10 жовтня 2023 року анульовано, легкоатлет пропустить олімпіаду 2024 в Парижі та чемпіонат світу 2025 в Токіо..